# Digitale Unsterblichkeit
Digitale Unsterblichkeit, auch virtuelle Unsterblichkeit genannt, ist ein hypothetisches Konzept, bei dem das Bewusstsein und die Persönlichkeit eines Menschen auf ein digitales Substrat (Computer, Roboter) übertragen oder in eine virtuelle Umgebung (Cyberspace) eingespeist werden, mit dem Ziel, den Tod des biologischen Körpers zu umgehen, beispielsweise mittels Mind uploading durch Brain-Computer-Interfaces.

## Konzept
Durch die Möglichkeit des Auslagerns von Hirnfunktionen wären das Bewusstsein und der Geist eines Menschen nicht mehr an den Körper und dessen Restriktionen gebunden. Alle Informationen könnten auf unterschiedlichen digitalen Medien gespeichert werden. Zugleich würde das Risiko des Informationsverlusts eliminiert.
Der US-amerikanische Futurologe Raymond Kurzweil prognostiziert, dass es im Zuge der technologischen Singularität Mitte des 21. Jahrhunderts möglich sein werde, sein Bewusstsein in einen Computer einzuspeisen und so in Form von Software virtuelle Unsterblichkeit zu erlangen.
Einige Theoretiker dieses Konzepts halten für die langfristige Erhaltung der Menschheit auch die Einspeisung sämtlicher Menschen in ein Matrjoschka-Gehirn für möglich.
Ferner bezeichnet der Begriff „digitale Unsterblichkeit“ auch das Erstellen einer Kopie von verstorbenen Personen, um mit diesen Konversationen führen zu können. Dies könnte beispielsweise mittels künstlicher Intelligenz (KI) erreicht werden, die dazu in der Lage ist, Informationen aus den Hinterlassenschaften von Verstorbenen zu gewinnen und zu sammeln oder aus von Verstorbenen produzierten Dateien für deren Persönlichkeit relevante Daten zu extrahieren und einzuspeisen.

## Geschichte
Die Idee der Nutzung von „mind uploading“, um Menschen unsterblich zu machen, ist auf George M. Martin (1971) zurückzuführen.
Für größere mediale Aufmerksamkeit sorgte Anfang der 2020er Jahre ein von Microsoft angemeldetes Patent für einen KI-basierten Chatbot, der mit genügend Referenzdaten eines Verstorbenen Gespräche mit diesen ermöglichen soll.